# Peperomia elatior
Peperomia elatior är en pepparväxtart som beskrevs av G.Mathieu. Peperomia elatior ingår i släktet peperomior, och familjen pepparväxter. Inga underarter finns listade i Catalogue of Life.